# جانی شنون
جانی شنون (انگلیسی: Johnny Shannon؛ زادهٔ ۲۹ ژوئیهٔ ۱۹۳۲) هنرپیشه اهل بریتانیا است.
وی بازیگر فیلم‌هایی همچون نمایش، قایم‌موشک، رسوایی و دوندگان بوده‌است.